# Orbók Áron
Orbók Áron (Marosvásárhely, 1985. április 15. –) magyar színész.

## Életpályája
Marosvásárhelyen született, 1985. április 15-én. A Schulek Frigyes Építőipari Műszaki Szakközépiskolában érettségizett 2004-ben, építész szakon. 2005 és 2010 között a Marosvásárhelyi Művészeti Egyetem színész hallgatója volt, osztályvezető tanárai: Kovács Levente, Farkas Ibolya és Lohinszky Loránd voltak, 2010-ben kapta meg diplomáját. 
Szabadúszóként kezdte pályáját, különböző színházi produkciókban szerepelt. (Erdélyi Vándorszínház, Minekezacirkusz Produkció, Kisvárdai Várszínház, Roham Színház, Lakmusz Csoport, Zsámbéki Színházi és Művészeti Bázis, Picaro Művészeti Produkciós Műhely, TÁP Színház, MU Színház, Szkéné Színház, Trafo stb.) 
2015-től a Soproni Petőfi Színház társulatának művésze volt, szerepelt az Újszínházban is. Rendezéssel is foglalkozik.

## Fontosabb színházi szerepei
- William Shakespeare: Macbeth... Angus, Első látomás
- Molière: Dandin György, vagy a megcsalt férj... Klitander, Angyalka udvarlója
- Nyikolaj Vasziljevics Gogol: A revizor... Hübner, járási orvos; Abdulin, kereskedő
- Albert Camus: Caligula... A palotaparancsnoka
- Arthur Kopit: Jajapu!... Jonatán
- Douglas Adams: Galaxis útikalauz stopposoknak... szereplő
- Botho Strauss: Meggyalázás... szereplő
- White Coffee... szereplő
- Rudyard Kipling: Dzsungel... Bagira
- Katona Imre: Isten komédiása... I. felkelő; A polgár; Mészáros; Kapus
- Kerényi Imre – Balogh Elemér – Rossa László: Csíksomlyói Passió... 1. Sátány – 1. sidó ifjú- 1. bélpoklos – 1. vén – 1. vénasszony- 1. tanú- 1. katona
- Horváth Péter – Presser Gábor – Sztevanovity Dusán: A padlás... Lámpás (szellem)
- Örkény István: Tóték... Elegáns őrnagy
- Schwajda György: Himnusz... közreműködő
- Szuda M. Barna: Kétútköz... szereplő
- Dóka Péter: Körbe K... szereplő
- Deák Tamás: Sárkánytivornya... Sanyika
- Tamási Zoltán: A zlíni bőröző... Jirka Slacek, Jakub Rohas
- Kele Fodor Ákos: A halál és a bohóc... Ifjú Gerson
- Mikó Csaba: Kútból mentett királyság... Főtanácsos
- Mikó Csaba: Húsország... Apa

## Rendezései
- Franc Kafka: A kastély (Belgrád, Cseh Ház) 2025
- Szivák-Tóth Viktor: Stockholm (Csíki Játékszín) 2023
- Isteni színjáték avagy... (Csíki Játékszín) 2016
- Galaxis útikalauz stopposoknak (Szkéné Színház) 2010

## Filmek, tv
- Hacktion: Újratöltve (sorozat)

- Nyolc órás hírek (2014)... Garami Ágoston
- Doktor Balaton (sorozat)

- 27. rész (2021)... Ügyfél